# Jahnoporus pekingensis
Jahnoporus pekingensis är en svampart som först beskrevs av J.D. Zhao & L.W. Xu, och fick sitt nu gällande namn av Y.C. Dai 2003. Jahnoporus pekingensis ingår i släktet Jahnoporus och familjen Albatrellaceae.   Inga underarter finns listade i Catalogue of Life.